# Lingot

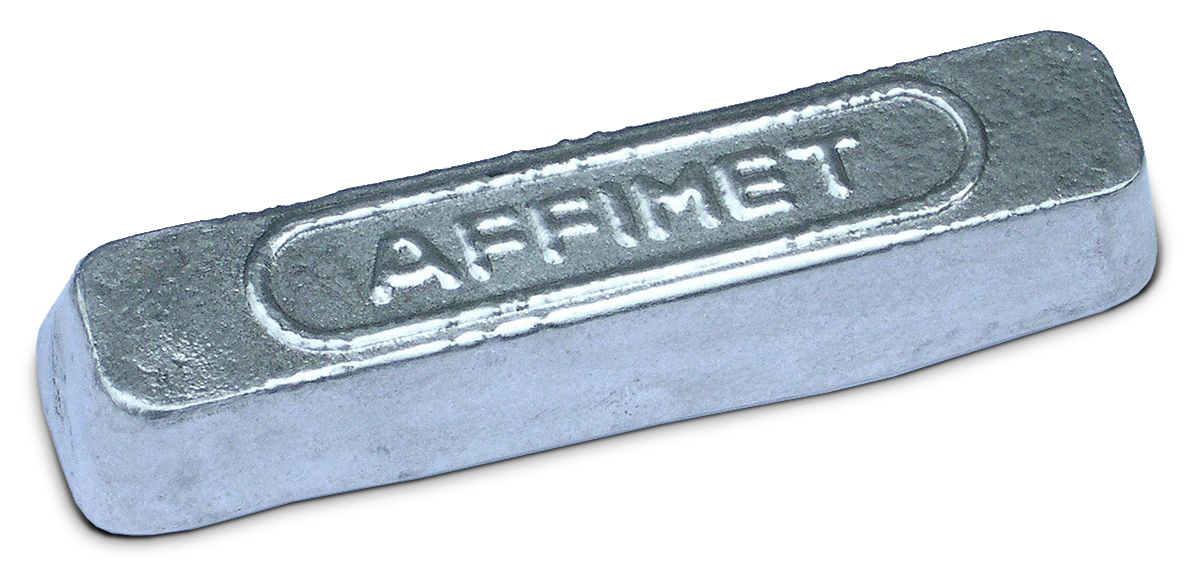
Aluminium ingot

Een lingot, ingot of gieteling is een halffabricaat, een standaardhoeveelheid metaal, gegoten in een standaardvorm zoals een staaf of een blok, om verder verwerkt te worden.

## Edele metalen

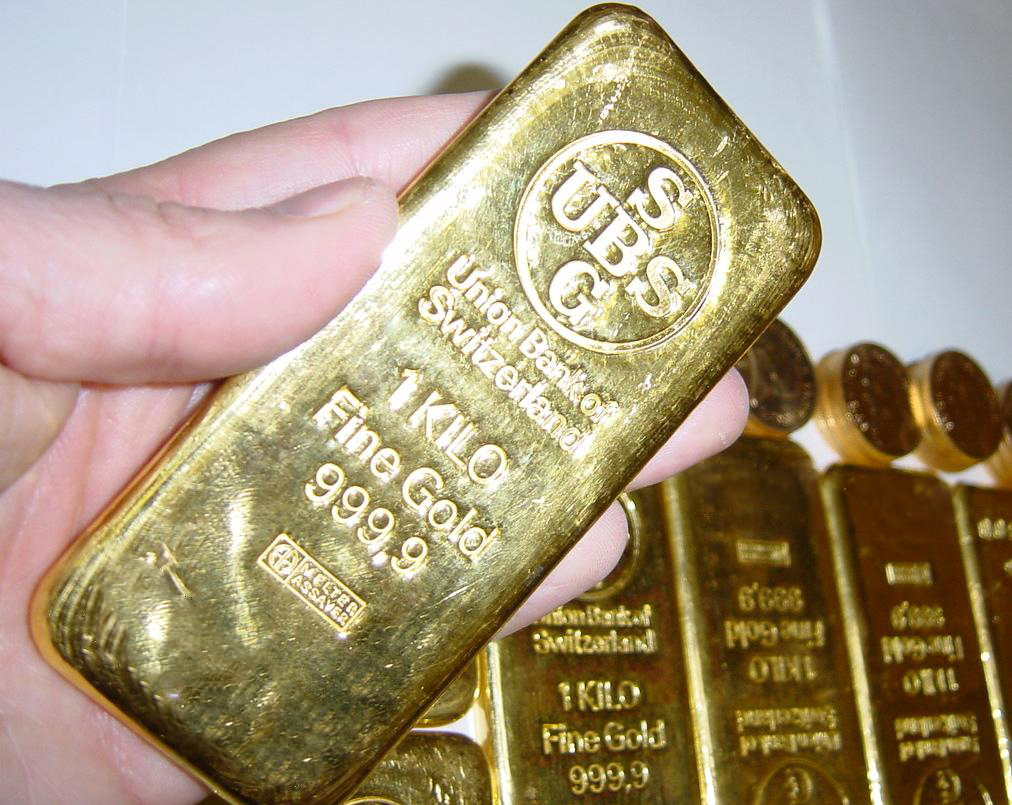
Een goudstaaf

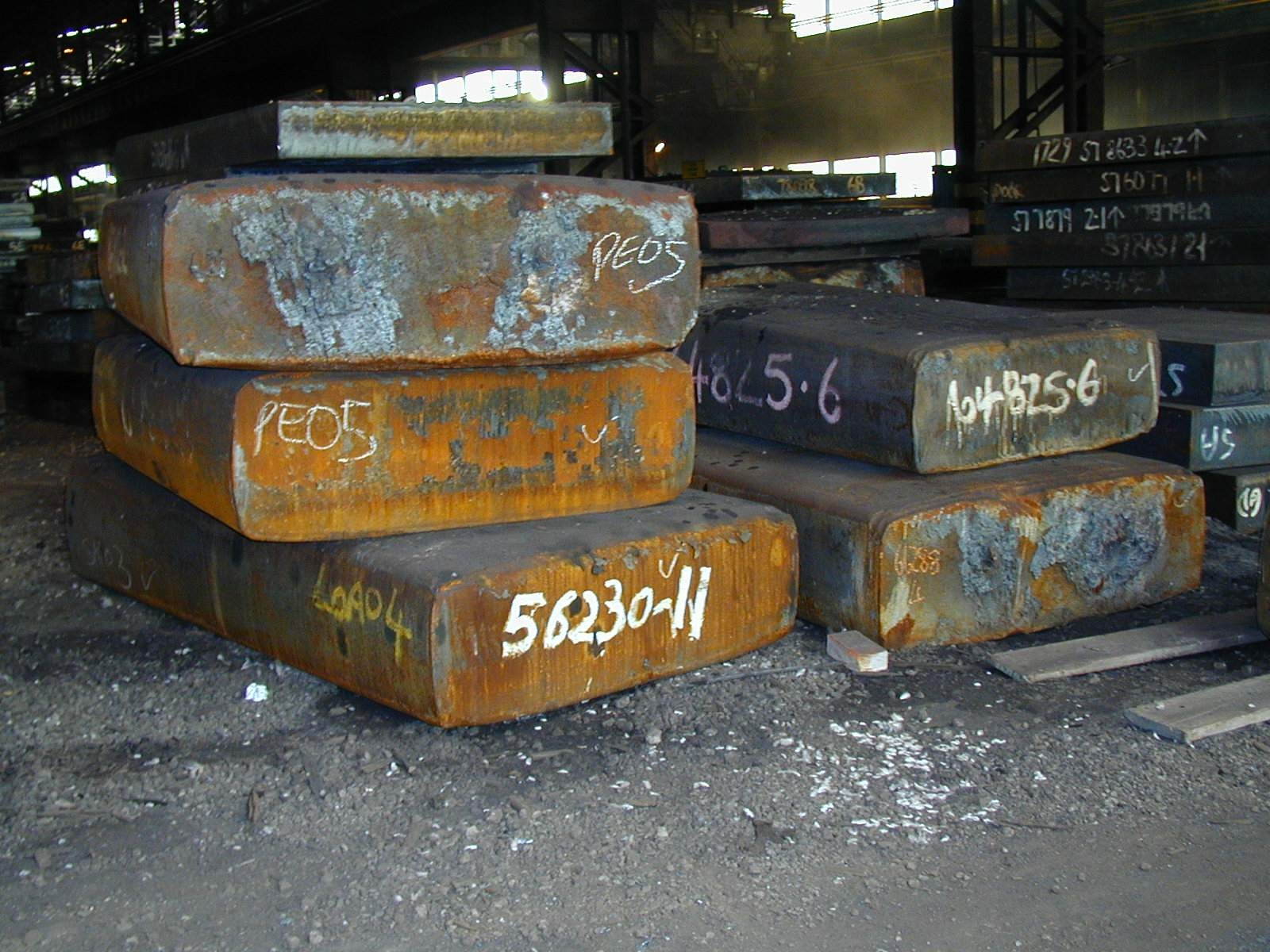
Stapels stalen "broodjes"

Als men over goud spreekt, bedoelt men met een lingot een staaf van 1 kg 99,95% zuiver goud.
Een ander woord is baar. Dit is een reep(je) of staaf goud, zilver of platina. Banken maken veel gebruik van baren om te beleggen, en als tegenwaarde van hun kapitaal, omdat edelmetalen meer waardevast zijn en in fysieke vorm duurzaam bewaard kunnen worden in kluizen. In goud en zilver zijn er verschillende gewichten: 1 gram; 2,5 gram; 5 gram; 7,5 gram; 10 gram; 25 gram; 50 gram; 75 gram; 100 gram; 125 gram; 250 gram; 0,5 kg; 0,75 kg; 1,0 kg.
Edelmetalen worden verhandeld per troy ounce, ongeveer 31,103 gram. Een standaard goudbaar weegt 400 troy ounce, dus ongeveer 12,44 kg. Bij een goudprijs van 40.000 euro per kilogram is een standaard goudbaar dus bijna een half miljoen euro waard.

### 11 mei 1940
De Nederlandse overheid wilde op 11 mei 1940 goudstaven met een waarde van 22 miljoen gulden naar Engeland laten brengen. De goudstaven lagen bij de Bijbank van De Nederlandsche Bank aan de Boompjes in Rotterdam en waren verpakt in witte kisten. Om te voorkomen dat het goud in handen van de Duitsers zou vallen, zou een loodsboot de kisten naar Engeland brengen. Met het goud aan boord voer de loodsboot de Nieuwe Waterweg op. Daar botste hij tegen een magnetische mijn, waarna het schip explodeerde en het goud zonk. Bijna de gehele bemanning kwam om.

## Staal
In de staalindustrie is een lingot veel groter, vaak wordt hiervoor de benaming broodje gebruikt. Deze broodjes zijn blokken gietstaal die meerdere tonnen wegen. Ze worden verkregen door het gieten van smeltstaal in coquilles of blokvormen. De lingot wordt na de stolling voorlopig opgeslagen in putovens. Hier wordt de lingot op temperatuur gehouden, daarna wordt hij verder verwerkt in de warmwals om hem dunner en langer te maken.
Het staal kan ook gegoten worden in andere gietvormen, zoals knuppels of profielen.

## Halfgeleider

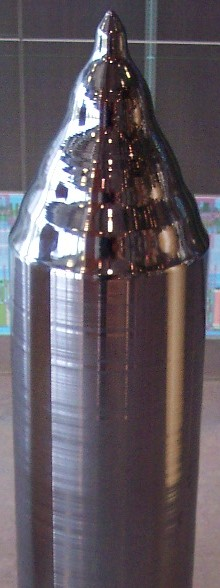
Silicium lingot (of boule) voor de productie van wafers

Een halfgeleider is een materiaal met bijzondere elektrische eigenschappen, gevormd door een niet-geleidende stof als germanium (Ge) of silicium (Si) te voorzien van kleine hoeveelheden verontreinigingen. Door combinaties van bepaalde halfgeleiders kunnen elektrische componenten als diodes, transistors en geïntegreerde schakelingen (chips) worden gemaakt.
Hoewel kristallijn silicium de meest bekende en meest gebruikte halfgeleider is, zijn er andere die ook toegepast worden, zoals:
- Amorf silicium
- Galliumarsenide
- Galliumnitride
- Germanium
- Indiumfosfide
- Koper-indiumselenide

Deze zeer zuivere stoffen worden door middel van zonesmelten gevormd tot lingots of monokristallijne boules. Daar worden dan schijfjes of wafers van gezaagd. Normaliter worden die met een diamantzaag of diamantdraad van de boule gesneden en daarna aan een of beide kanten gepolijst. Wafers worden in meerdere groottes gemaakt, van 25,4 mm (1") tot 300 mm (11,8") en met diktes in de orde van 0,5 mm.

## Historische lingots

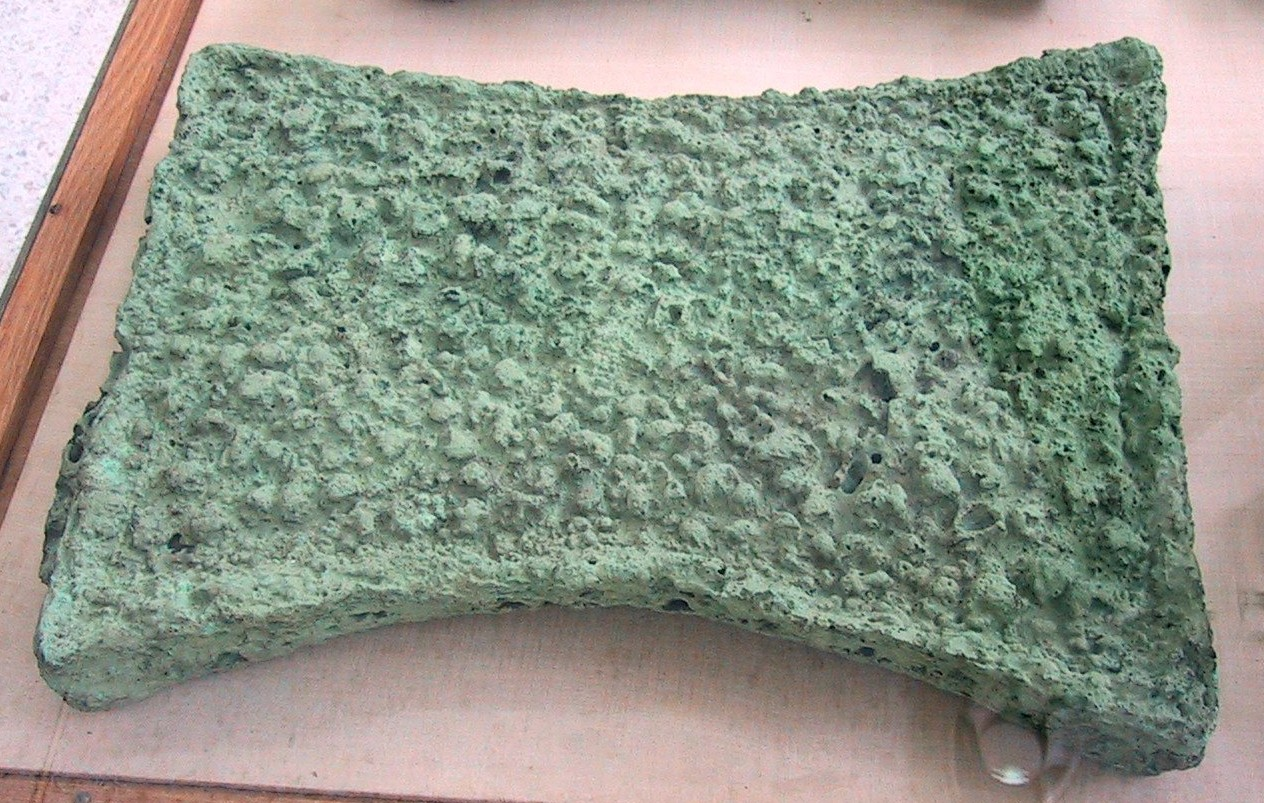
Minoïsche koperen lingot van Zakros, Kreta.
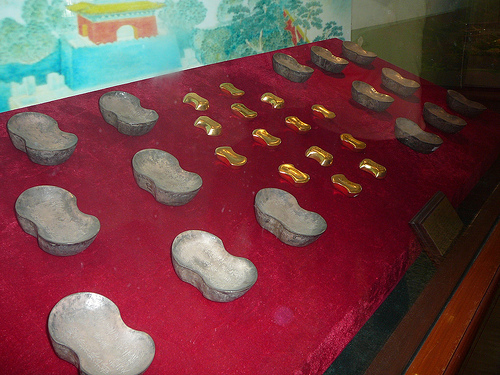
De gieting van antiek Chinees goud en zilver sycee, gemeten in tael. Een van de Chinese namen is 金元寶.